# David Spinozza
«  Spinozza » redirige ici. Ne pas confondre avec Spinosa ni Spinoza.
David Spinozza est un guitariste rock, musicien de studio, né à New York le 8 août 1949.

## Biographie
Il a joué sur deux albums de Jean-Pierre Ferland au début des années '70, Jaune (1970) et Soleil (1971). Pour ce dernier, il a aussi écrit la musique pour la chanson Sœur Marie de l'Enfant Jésus. Par la suite, il a collaboré avec Paul et Linda McCartney sur l'album Ram (1971), ce dernier lui a alors proposé de faire partie de son groupe Wings, mais David a refusé. Il a tout de même joué sur Red Rose Speedway sorti en 1973. Il a également été guitariste sur l'album Mind Games de John Lennon (1973) et sur deux disques de Yoko Ono, Feeling The Space en 1973 et A Story en 1974. Puis en 1977 c'est au tour de Ringo Starr de bénéficier des talents de David Spinozza sur son album Ringo the 4th.
À travers d'autres sessions de studio, il ira de B. B. King à Billy Joel, de Carly Simon à James Taylor, il apparaît sur deux albums de Paul Simon, le premier éponyme de 1972 et le second There Goes Rhymin' Simon de 1973. David jouera aussi sur des musiques de film pour Dead Man Walking, Happiness et Just the Ticket.
Il a rejoint le groupe L'Image 2.0 avec Mike Manieri, Steve Gadd, Warren Bernhardt et Tony Levin en 2008. Il a produit deux albums solo, le premier en 1978 dans un style jazz fusion avec, entre autres, Mike Manieri, Steve Jordan et Michael Brecker intitulé Spinozza, duquel a été tiré un single et le second Here's That Rainy Day en 1983.

## Discographie
- Single :
- 1978 : Superstar/Country Bumpkin
- Albums Solo :
- 1978 : Spinozza - Avec Mike Mainieri, Steve Jordan, Michael Brecker.
- 1983 : Here's that Rainy Day

- Travail de studio :
- 1970 : Jaune de Jean-Pierre Ferland - Avec Tony Levin.
- 1970 : 3 shades of Blue de Johnny Hodges
- 1970 : Consummation de Thad Jones/Mel Lewis Orchestra
- 1971 : Soleil de Jean-Pierre Ferland - A aussi écrit la musique pour la pièce Sœur Marie de l'Enfant Jésus.
- 1971 : Ram de Paul & Linda McCartney
- 1971 : B. B. King in London de B. B. King
- 1971 : American Pie de Don McLean
- 1971 : The Soulful Rebel de Johnny Lytle
- 1972 : Paul Simon de Paul Simon
- 1972 : Hush 'N' Thunder de Yusef Lateef
- 1972 : Hurtwood Edge de Tim Weisberg
- 1972 : Invitation to Openness de Les McCann
- 1972 : Stickball de Charles Williams
- 1973 : There Goes Rhymin' Simon de Paul Simon
- 1973 : Feeling the Space de Yoko Ono
- 1973 : Red Rose Speedway des Wings
- 1973 : Mind Games de John Lennon
- 1973 : Dealin de Richard David
- 1973 : Arthur, Hurley & Gottlieb de Arthur, Hurley & Gottlieb
- 1973 : Gypsy Man de Robin Kenyatta
- 1973 : Turtle Bay de Herbie Mann
- 1973 : The Weapon de David Newman
- 1973 : Superstition de Shirley Scott
- 1974 : Hotcakes de Carly Simon
- 1974 : Screaming Mothers de Ernie Wilkins
- 1974 : Walking Man de James Taylor
- 1974 : Lifesong de Cashman & West
- 1974 : Until It's Time for You to Go de Rusty Bryant
- 1974 : Journey de Arif Mardin
- 1976 : Very Together de Eumir Deodato
- 1977 : Ringo the 4th de Ringo Starr
- 1978 : 52nd Street de Billy Joel
- 1978 : Heart to Heart de David Sanborn
- 1979 : Spy de Carly Simon
- 1988 : Summertime in Blue de Abe Yasuhiro - Avec Hiram Bullock - A été réédité en CD en mars 1996.
- 1992 : Sleepy Matsumoto with N.Y. 1st Calls de Hidehiko Matsumoto
- 1996 : Dead Man Walking B O de Nusrat Fateh Ali Khan / David Robbins.
- 1997 : A Story de Yoko Ono
- 1998 : Happiness B O de Robbie Kondor.
- 1999 : Just the Ticket B O du film.
- 2009 : L'Image 2.0 de L'Image 2.0 - Avec Mike Manieri, Steve Gadd, Warren Bernhardt et Tony Levin.